# Hibria
A Hibria egy brazil speed metal/heavy metal együttes. Szülővárosuk az a Porto Alegre, amely a Nephasthnak, a Rebaelliunnak és a Saunternek is „életet adott”. Eddig egy albumuk jelent meg, Defying the Rules címmel.

## Története
A Hibria első demója a Metal Heart volt, ami 1997-ben készült el, két hónappal azután, hogy az énekes Iuri Sanson csatlakozott a csapathoz. A demón az Iron Maiden, a Metallica, a Helloween, a Judas Priest, a Megadeth, a Racer-x, a Manowar és a Dream Theater hatása érezhető. A demó jó fogadtatásban részesült Porto Alegrében, majd az anyag Európába került, ahol szintén nagy sikert aratott mind a közönség, mind a kritikusok körében.
A második demó Against the Faceless néven készült el 1999 augusztusában. A demón 3 új szám szerepelt, és jól mutatta a tagok zenei fejlődését. Ugyanekkor indult el a csapat Európa meghódítására: 29 koncertet adtak az öreg kontinensen, és számos rajongóval gazdagodtak.
2001-ig kellett várni az első kislemez kiadásáig, melyet azonban csak Porto Alegrében terjesztettek. A lemezen a Steel Lord on Wheels dal hallható, ami az együttes első albumának első száma is. Az említett album 2004-ben jelent meg Defying the Rules címmel és nagyon jó visszhangot kapott.
2008-ban megjelent a második album, The Skull Collectors néven.

## A jelenlegi felállás
- Iuri Sanson (ének)
- Abel Camargo (gitár)
- Renato Osorio (gitár)
- Ivan Beck (basszusgitár)
- Eduardo Baldo (dobok)

## Külső hivatkozások
- A Hibria hivatalos honlapja (portugálul és angolul)